# Коросаль (округ)
Короса́ль (англ. Corozal District) — один из округов Белиза. Расположен в северной части страны. Граничит с Мексикой (на северо-западе), а также с округами Белиз (на юго-востоке) и Ориндж-Уолк (на юго-западе). На востоке и северо-востоке омывается водами Карибского моря. Площадь составляет 1860 км². Население на 2010 год — 40 354 человек. Плотность населения — 21,70 чел./км². Административный центр — город Коросаль.
Наиболее распространённый язык — испанский, второй по распространённости — английский.

## Экономика
Долгие годы округ специализировался на сахарной индустрии, имея собственную сахарную фабрику в селе Либертад, но сегодня его экономика более диверсифицирована. Производство сахара и других сельскохозяйственных культур, таких как папайя, по-прежнему занимает центральное место в жизни многих коросальцев, преимущественно сельских жителей, но доля занятых в индустрии туризма постепенно становится все более заметной. Теперь почти 65 % местного населения зависит от коммерческой свободной зоны, которая находится на границе Белиза и Мексики.
Контрабанда является крупнейшим источником роста доходов в Коросале, поскольку он вплотную примыкает к Мексике и имеет с ней протяжённую слабоохраняемую границу. Нелегальная торговля ведётся такими товарами, как овощи, фрукты, алкогольные напитки, сигареты, бензин.